# 러시아의 지토미르주 점령
러시아의 지토미르주 점령은 2022년 2월 24일 러시아의 우크라이나 침공으로 시작된 군사 점령이었다. 지토미르는 결코 점령되지 않았으며 2022년 지토미르 공격에서 폭격을 받았다. 그러나 키이우주와의 국경 근처 북서부 및 북중부 코로스텐 라이온의 작은 마을과 정착촌이 점령되었다.

## 같이 보기
- 러시아의 우크라이나 침공
- 러시아-우크라이나 전쟁
- 우크라이나의 러시아 점령지
  - 러시아의 크림반도 점령
  - 러시아의 체르니히우주 점령
  - 도네츠크 인민공화국
  - 러시아의 하르키우주 점령
  - 러시아의 헤르손주 점령
  - 러시아의 키이우주 점령
  - 루간스크 인민공화국
  - 러시아의 미콜라이우주 점령
  - 러시아의 수미주 점령
  - 러시아의 자포리자주 점령
  - 즈미이니섬 전투
- 러시아의 크림반도 합병
- 러시아의 도네츠크주, 헤르손주, 루한스크주, 자포리자주 합병